# Salem (Massachusetts)
Pour les articles homonymes, voir Salem.
Salem est une ville située dans le comté d'Essex, au Massachusetts, aux États-Unis. La plupart des gens associent la ville avec l'affaire des sorcières de Salem en 1692, aujourd'hui très exploitée sur le plan touristique, même si les accusées vivaient en réalité à proximité, à Salem Village (aujourd'hui Danvers, Massachusetts), lieu où les événements se déroulèrent. Par contre, la majorité de la procédure judiciaire et le procès lui-même eurent lieu à Salem en mai 1692.
La ville compte 45 000 personnes en 2021, avec un centre-ville dynamique qui compte plus de 60 restaurants, cafés et coffee shops.

## Histoire
La ville, fondée en 1626, par une société de pêcheurs (la Dorchester Company de Cape Ann) conduits par Roger Conant, a pris naissance à l'embouchure de la Naumkeag : l'emplacement exact est celui de l'actuelle gare de triage. Le nom de Salem est dans la Bible (Genèse, 14:18) le premier nom de Jérusalem, qui en arabe et hébreu signifie « paix » (Salam,shalom). Les Puritains voyaient en effet dans le Massachusetts le Nouvel Israël, le pays de lait et de miel : aussi jugèrent-ils à propos de baptiser « Salem » ce qu'ils pensaient être la future capitale du pays. En 1630, le gouverneur dépêché par la Massachusetts Bay Company, John Endecott prit la direction de la colonie. Endecott fit déplacer Great House de Cape Anne à l'emplacement de l'actuelle Washington Street. En 1631, avec la proclamation du Massachusetts Bay Charter, la Colonie de la baie du Massachusetts voyait officiellement le jour, avec à sa tête le gouverneur Matthew Cradock et son assistant, Endecott. Peu après, Cradock fut lui-même remplacé par le gouverneur John Winthrop (mort en 1679), qui devait administrer la colonie de Naumkeag jusqu'à la fin.

Gravure de Balthasar-Frédéric Leizelt : Salem - une ville de l’Amérique Angloise dans le Comté d'Essex (1770).

L'un des épisodes les plus fameux de l'histoire de Salem est l'affaire des sorcières, qui se déclencha par l'attitude jugée bizarre d’Abigail Williams et ses amies, cette affaire donna lieu à la création d'un tribunal spécial qui condamna à la pendaison 18 personnes pour faits de sorcellerie. Mais la ville défraya aussi la chronique judiciaire avec le procès de Dorothy Talbye, une aliénée qui fut fouettée en public et pendue pour avoir tué sa fille de trois ans, en stricte application de la Common law de Nouvelle-Angleterre, inspirée de la Bible.
Le 26 février 1775, des insurgents levèrent le pont-levis de la North River, empêchant le colonel britannique Alexander Leslie et son contingent de 300 hommes de s'emparer des vivres et des munitions entreposées à North Salem. Puis en mai 1775, plusieurs négociants influents ayant des attaches en ville : Francis Cabot, William Pynchon, Thomas Barnard, E.A. Holyoke et William Pickman, protestèrent publiquement par un manifeste de leur fidélité au Massachusetts et démentirent leur fidélité au Commonwealth. Au cours de la guerre d'indépendance, le port de Salem devint un nid de corsaires. En 1790, Salem était la sixième ville du pays et l'un des ports maritimes les plus actifs, notamment pour le commerce avec la Chine. On exportait la morue aussi bien aux Antilles qu'en Europe ; le sucre de canne et la mélasse étaient importés des Antilles, le thé de Chine, et le poivre de Sumatra. Les clippers de Salem commerçaient aussi bien le long des côtes d’Afrique, que de Russie, du Japon et d’Australie. Le piratage reprit pendant la Guerre anglo-américaine de 1812.

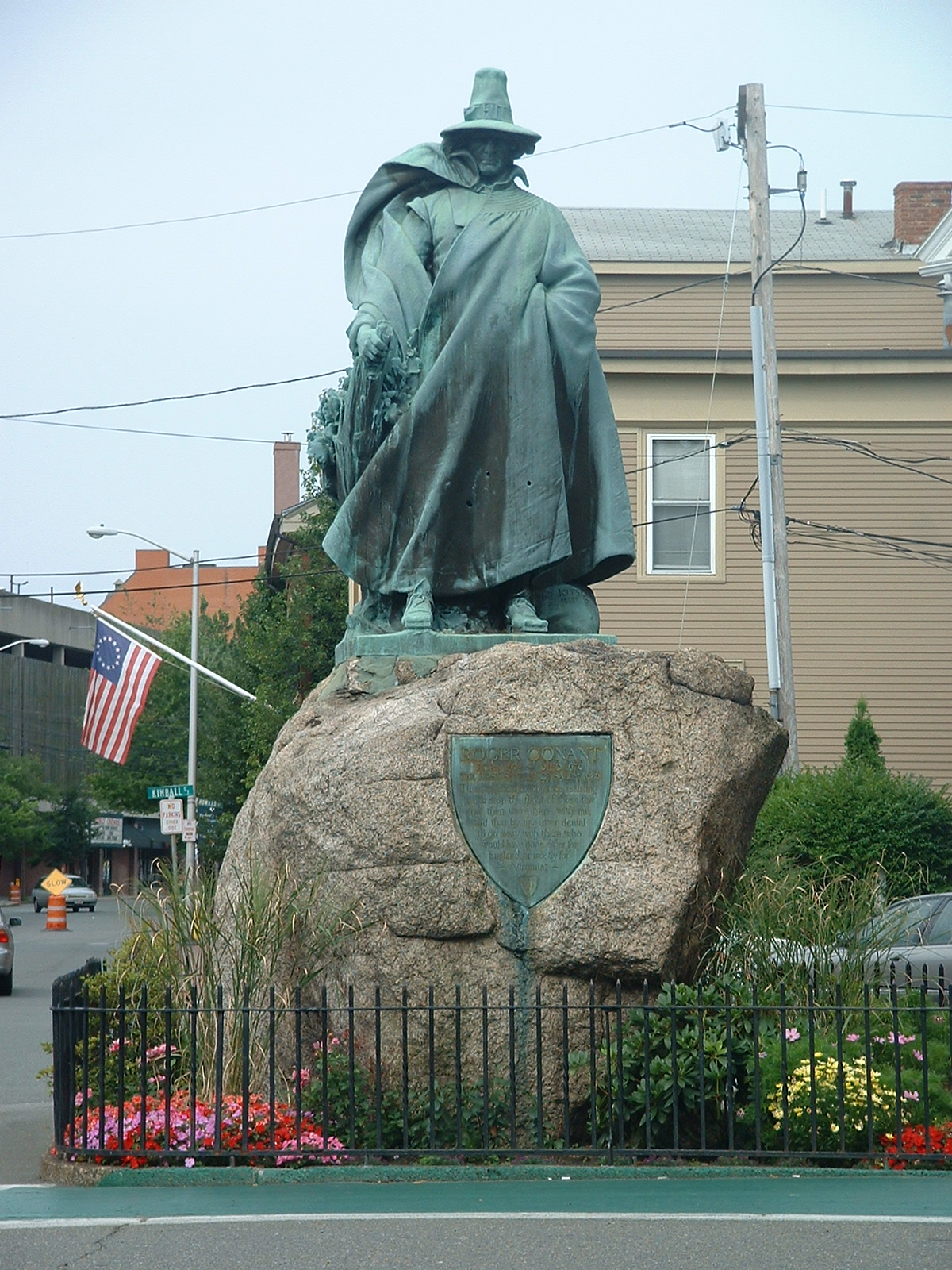
Statue de Roger Conant, fondateur de la ville.

Cette ère de prospérité a marqué la ville de la remarquable architecture qui s'épanouit alors, entre autres les demeures de Style fédéral signées par l'un des premiers grands architectes américains, Samuel McIntire, et qui a laissé son nom à l'un des quartiers historiques de Salem. Cet ensemble de maisons et de manoirs de l'Amérique Coloniale forme aujourd'hui la principale concentration d'édifices privés d'avant 1900 aux États-Unis.
On admet généralement que la fièvre architecturale du Salem de cette période est directement liée à l'épanouissement de l'Old China Trade, une route commerciale anglo-américaine alors florissante.
Le 23 mars 1836, Salem reçut le statut de cité : les armes de la ville, adoptées en 1839, portent la devise « Divitis Indiae usque ad ultimum sinum » (« jusqu'aux ultimes recoins de la richesse indienne »). Nathaniel Hawthorne fut intendant du port de 1846 à 1849. Il travaillait aux douanes près de Pickering Wharf, où il devait planter le décor du début de son plus célèbre roman, La Lettre écarlate. En 1858, un parc d'attractions ouvrit ses portes à Salem Willows, une péninsule s'avançant sur le port. Jusqu'à la Guerre anglo-américaine de 1812, Salem était l'un des plus grands centres de commerce d'Amérique.

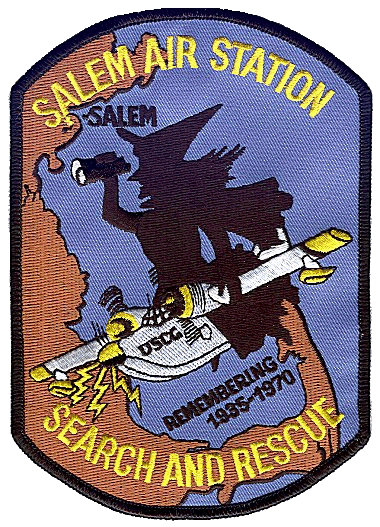
Logo de la garde-côtière de la station de l'air (1950-1970)

Mais le transport maritime déclina tout au long du XIXe siècle. Salem et son port de plus en plus envasé furent éclipsés par  Boston et surtout New York. La ville se convertit à l'industrie : tanneries, cordonnerie et surtout filatures avec l'installation de la Naumkeag Steam Cotton Company. Puis au début du XXe siècle, plus de 400 maisons disparurent dans le grand incendie de 1914 (parti de la tannerie Korn), laissant 3 500 familles sans abri. Le feu coupa la ville en deux, mais épargna heureusement le centre historique et les chefs-d'œuvre architecturaux de Chestnut Street dans le Style fédéral, ce qui permit de maintenir les activités touristiques.
 (mai 2012).
Améliorez-le ou discutez des points à vérifier. 

## Musée et reconstitutions historiques

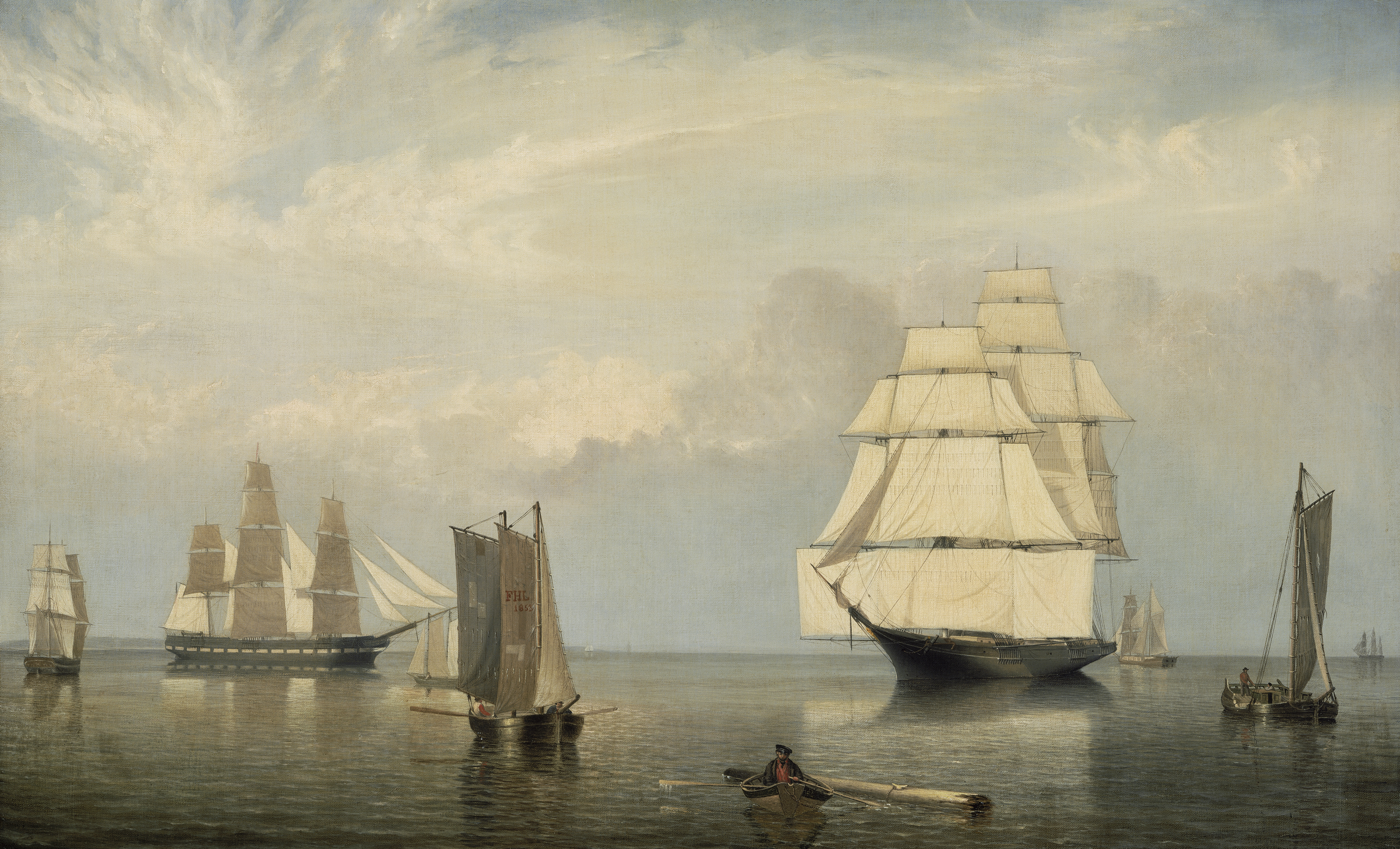
Salem Harbor, huile sur toile Fitz Henry Lane, 1853. Musée des beaux-arts de Boston.

En 2000, une réplique du Friendship of Salem comprenant trois-mâts de 171-pieds (52 m) de la Compagnie des Indes datant de 1797, a été inaugurée et a navigué à Salem Harbor. Ce navire avait effectué en son temps une douzaine de tours du monde. Il fut capturé par les Britanniques pendant la guerre de 1812, puis dépouillé et vendu en pièces détachées

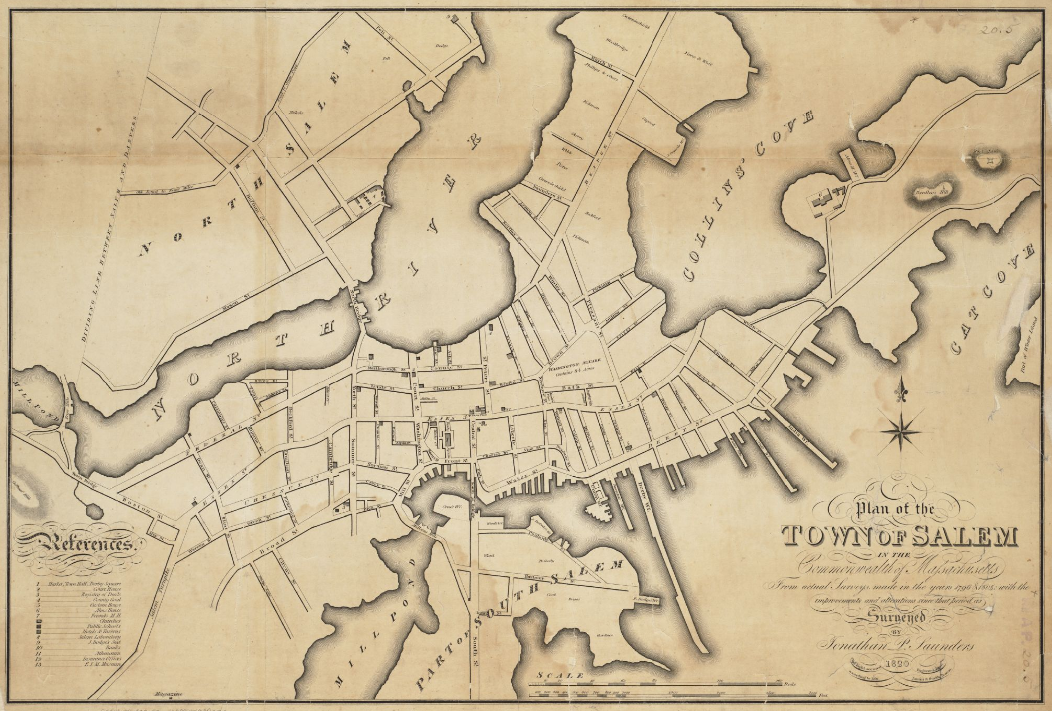
Carte de Salem (1820).

Carte de Salem (1883).

The Fame (« La Renommée ») était une goélette de pêche que l'on convertit en chebec pour la guerre de course lorsque les hostilités avec la Grande-Bretagne reprirent à l'été 1812. Elle fut vraisemblablement le premier corsaire Américain à gagner ; au cours de ses expéditions, elle aura fait 20 prises avant d'être détruite dans la baie de Fundy en 1814. On a là aussi construit une nouvelle réplique grandeur nature de cette fameuse goélette en 2003. Elle est composée de planches de chêne blanc avec assemblage traditionnel par chevilles. Elle est basée au Marina Salem Pickering Wharf, où elle accueille du public pour des croisières le long du Salem historique.
Salem Harborwalk a ouvert ses portes en juillet 2010 pour célébrer la renaissance du secteur riverain de Salem comme une base de loisirs. Une passerelle de 300 m relie la caserne de pompiers à l'Hôtel Salem Waterfront.
L'île Hiver est une île de 180 000 m2 reliée par une jetée à Salem. C'est une base de loisirs qui occupe l'ancien site de la base de Garde-côtière de Fort Pickering, c'est-à-dire la partie sud de la péninsule. Les principales attractions y sont le fort historique de Pickering, le phare, le port de Salem Harbor, une rampe de lancement à l'eau, et le hangar à hydravions. Fort Pickering et l'île tout entière sont enregistrés à l'inventaire national des sites historiques en 1994.
Le Peabody Essex Museum a été fondé en 1799. Il est consacré à l'art et la culture asiatiques et aux débuts du commerce maritime américain. Elle compte des collections d'art indien, japonais, coréen et chinois et de porcelaine chinoise. Le musée possède un certain nombre de maisons historiques à visiter au centre-ville de Salem. En 2003, il a investi pour 100 millions de dollars en rénovation et agrandissement, avec le transfert aux États-Unis de 16 maisons traditionnelles chinoises depuis Xiuning County dans le sud Chine.

## Personnalités liées à la ville

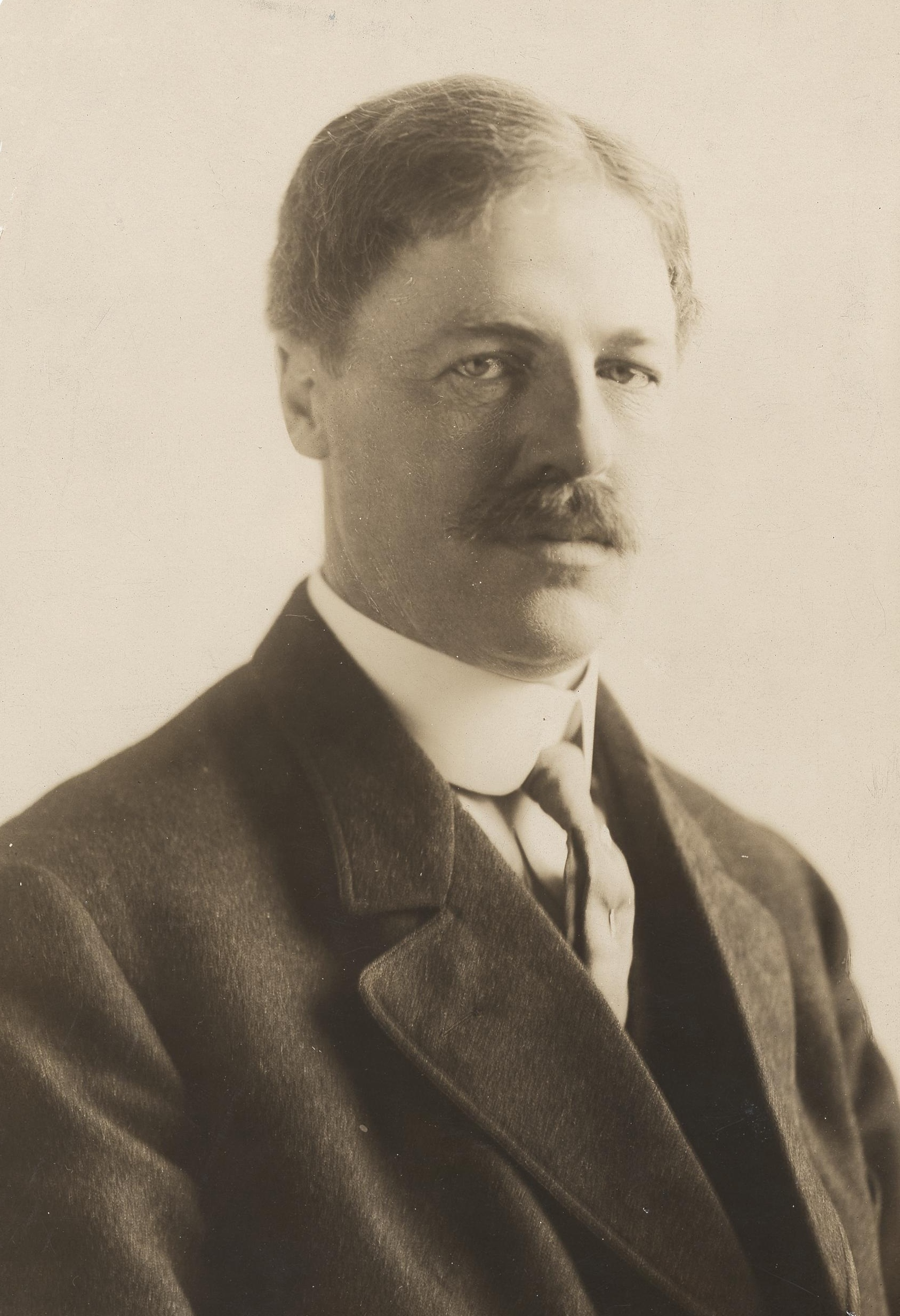
Frank Weston Benson
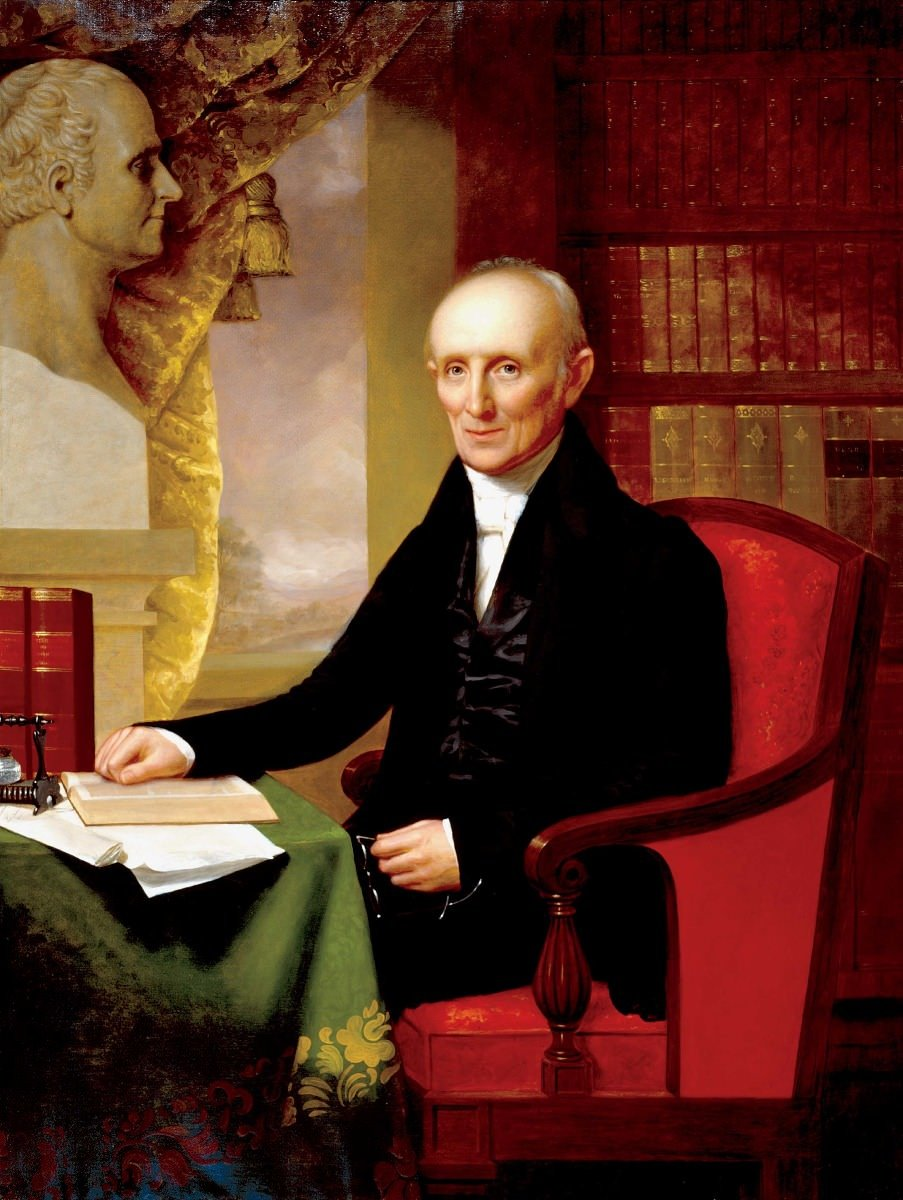
Nathaniel Bowditch
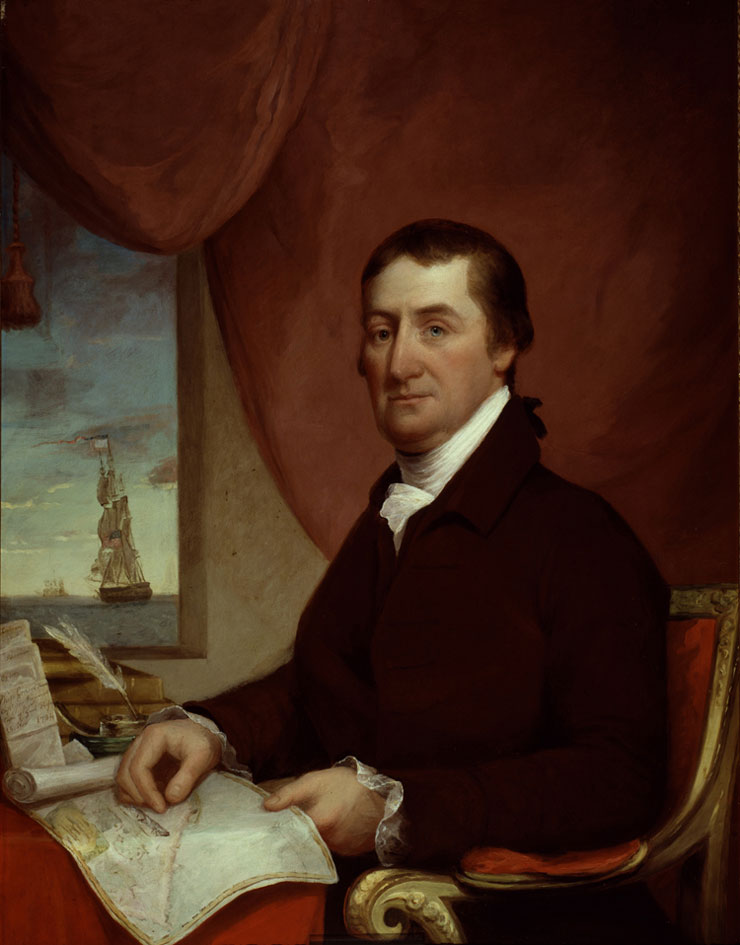
Elias Hasket Derby
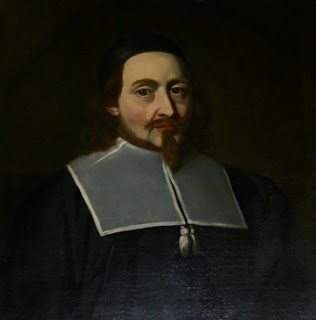
John Endecott
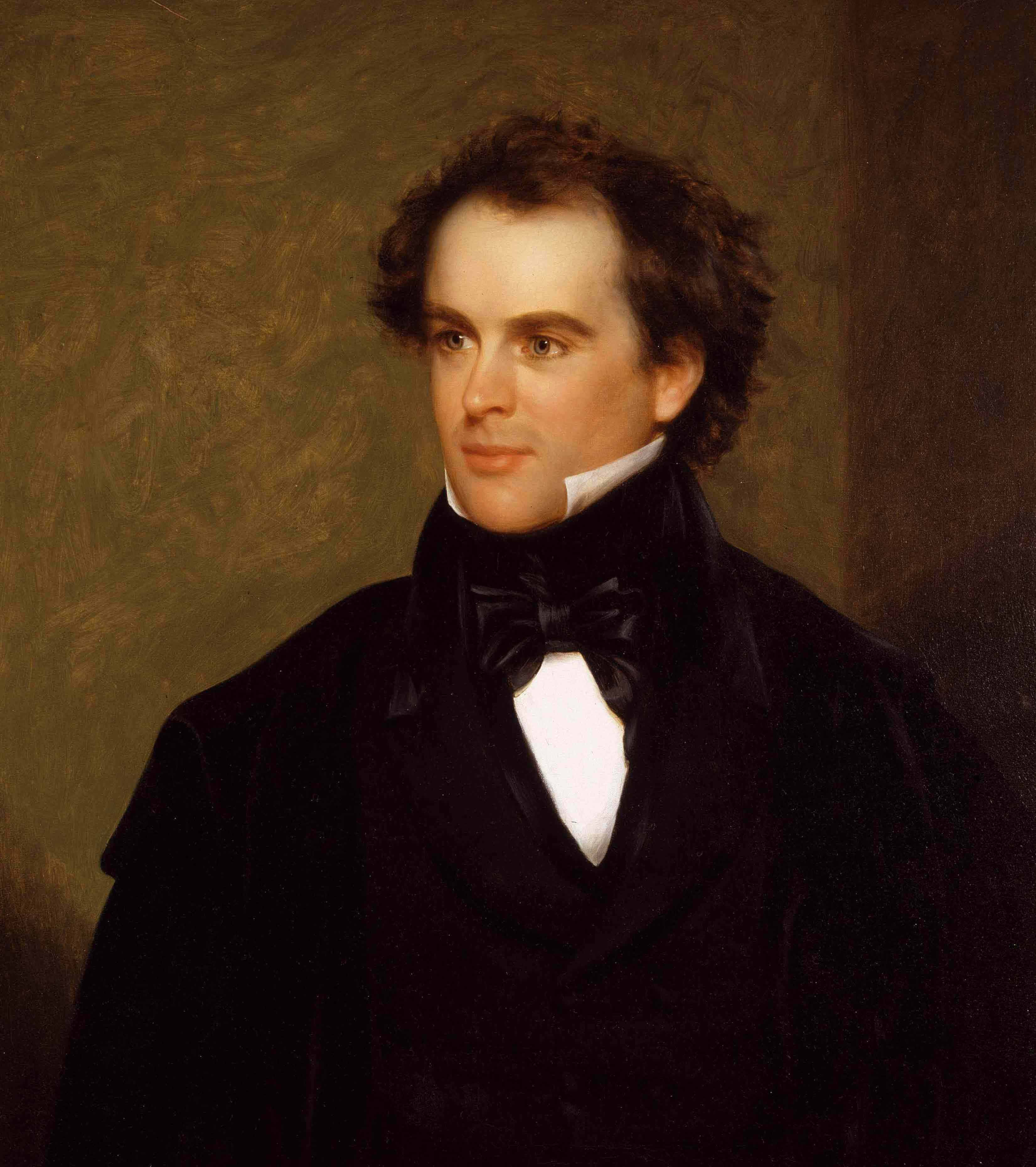
Nathaniel Hawthorne
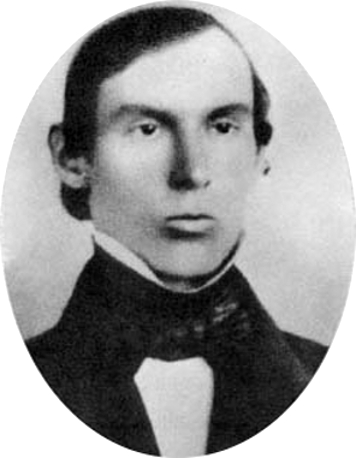
Jones Very
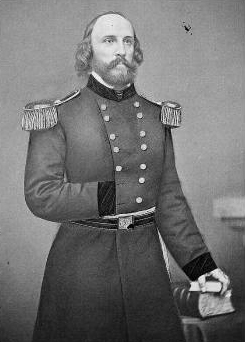
Frederick W. Lander
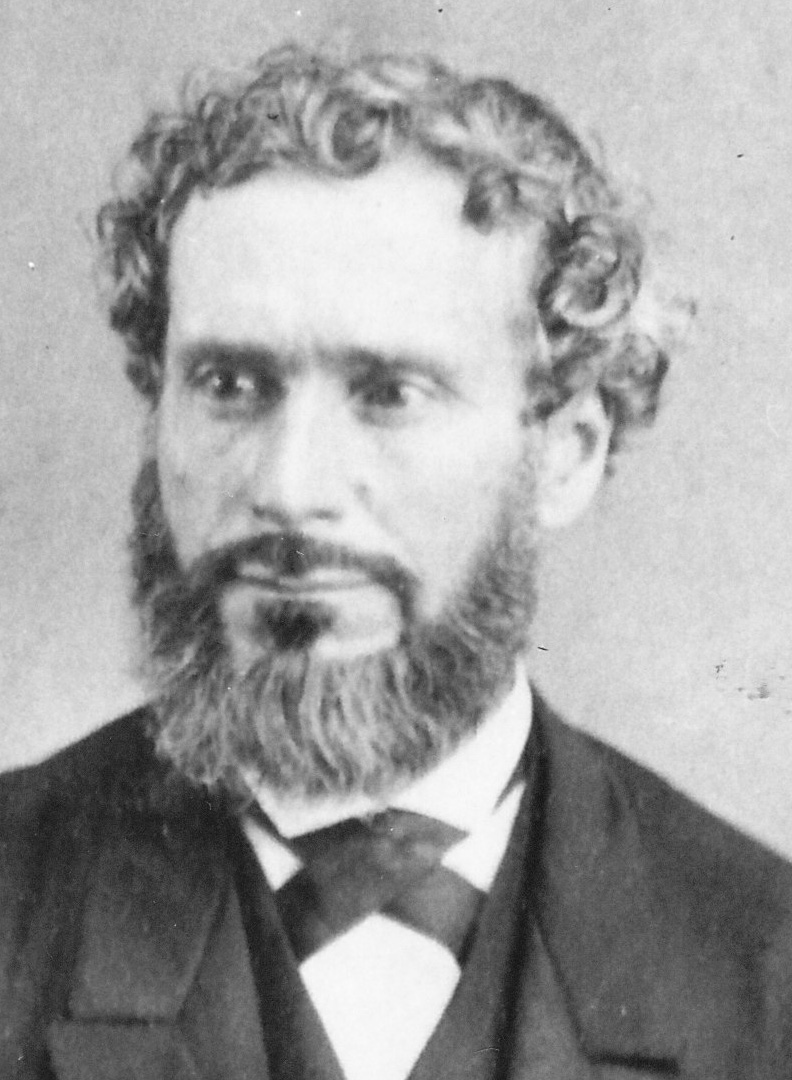
Charles Grafton Page
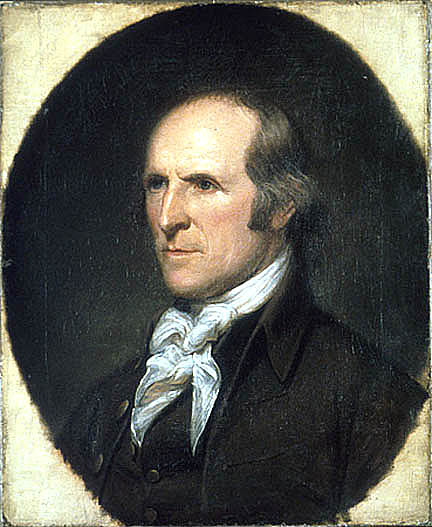
Timothy Pickering
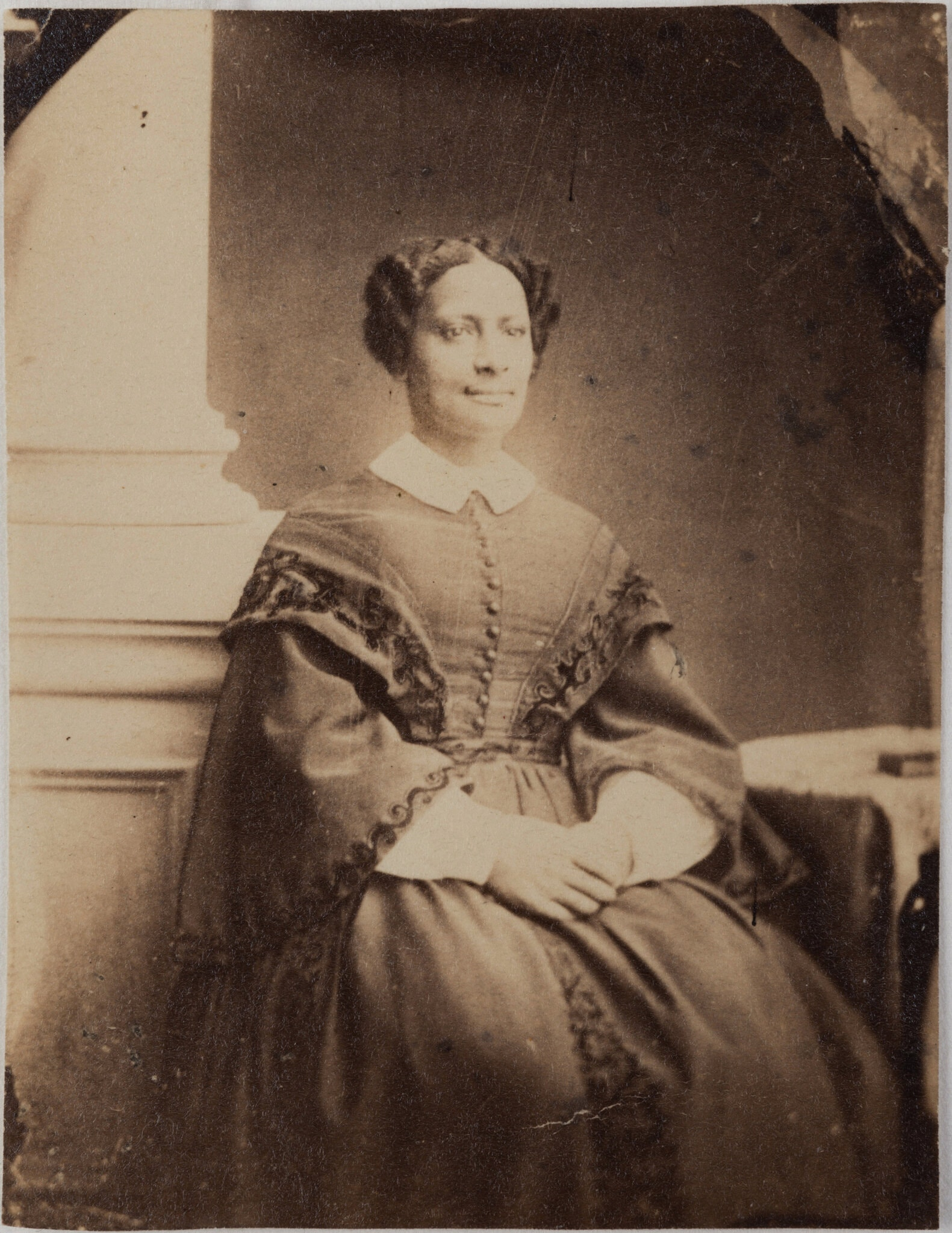
Sarah Parker Remond
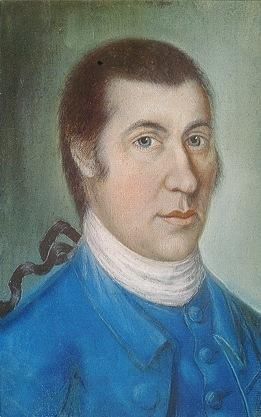
Samuel McIntire, pastel attribué à Benjamin Blyth (vers 1786)
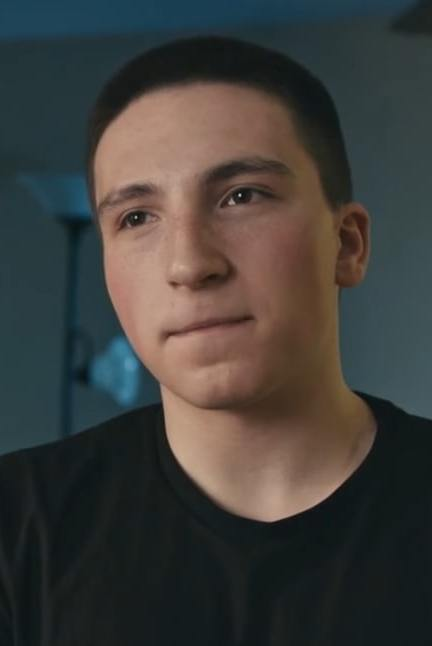
Le rappeur Token, en 2016
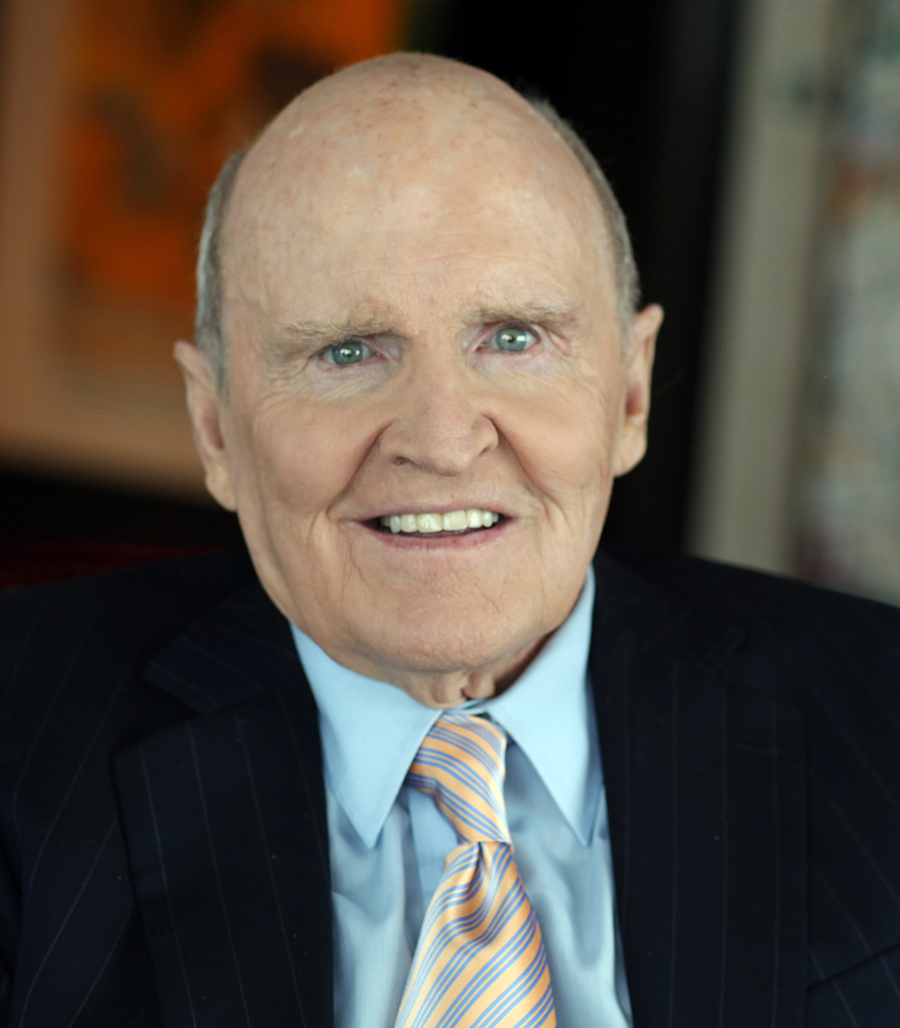
Jack Welch, chimiste de formation, fut PDG de General Electric de 1981 à 2001

## Maisons historiques à Salem

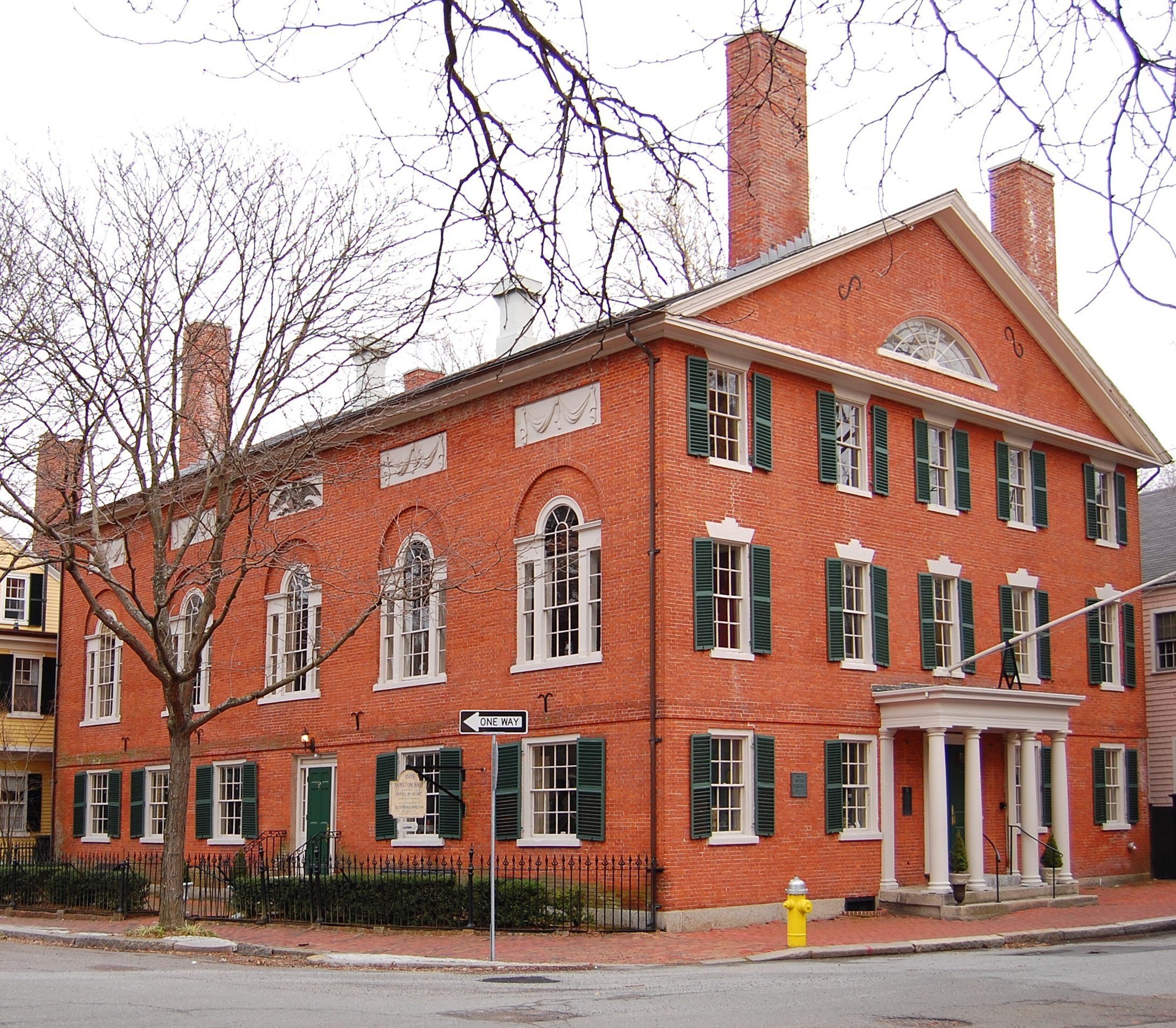
Hamilton Hall construit par Samuel McIntire
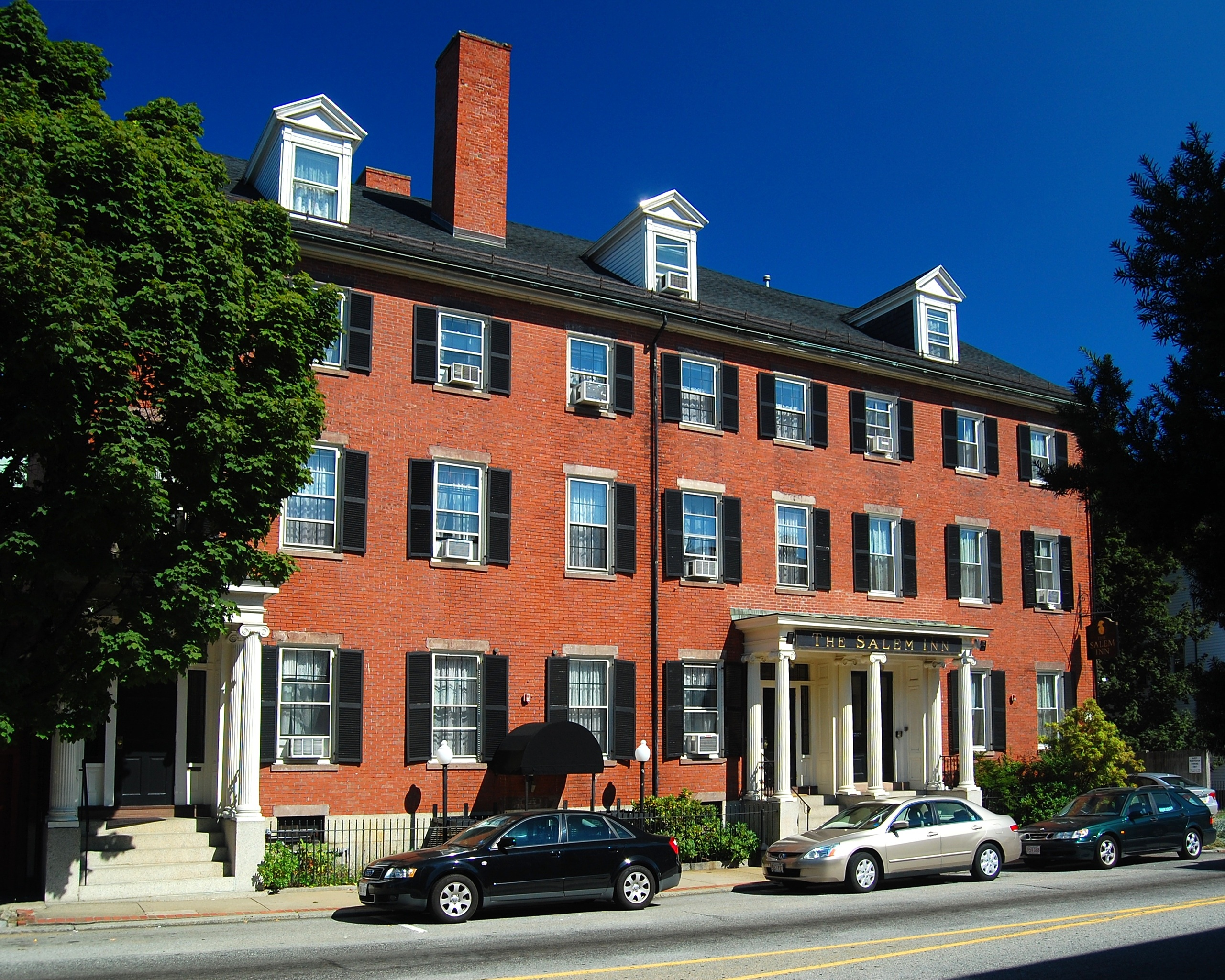
L'auberge Salem, rue Summer
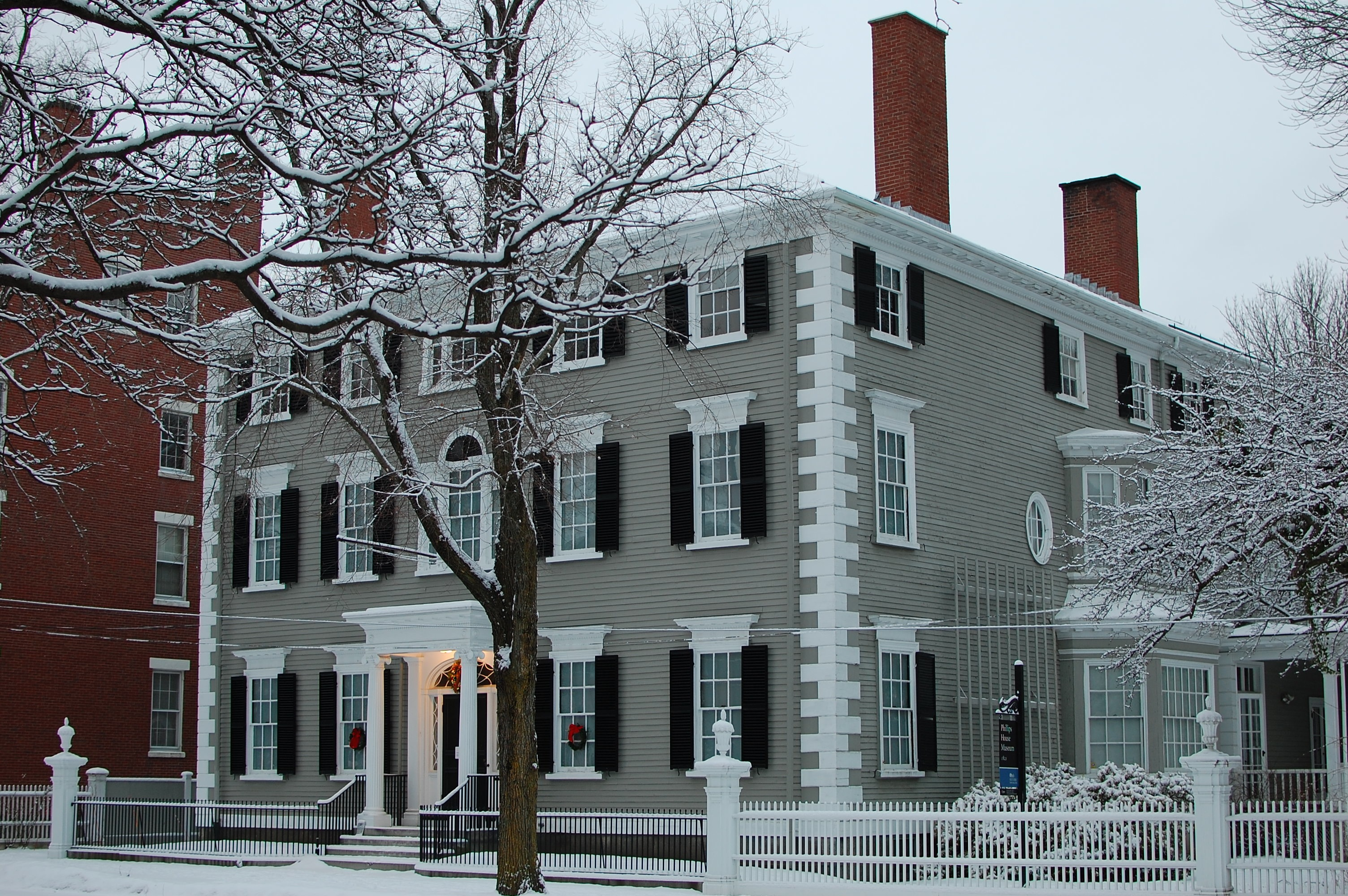
Maison de Stephen Phillips, au 34, rue Chestnut
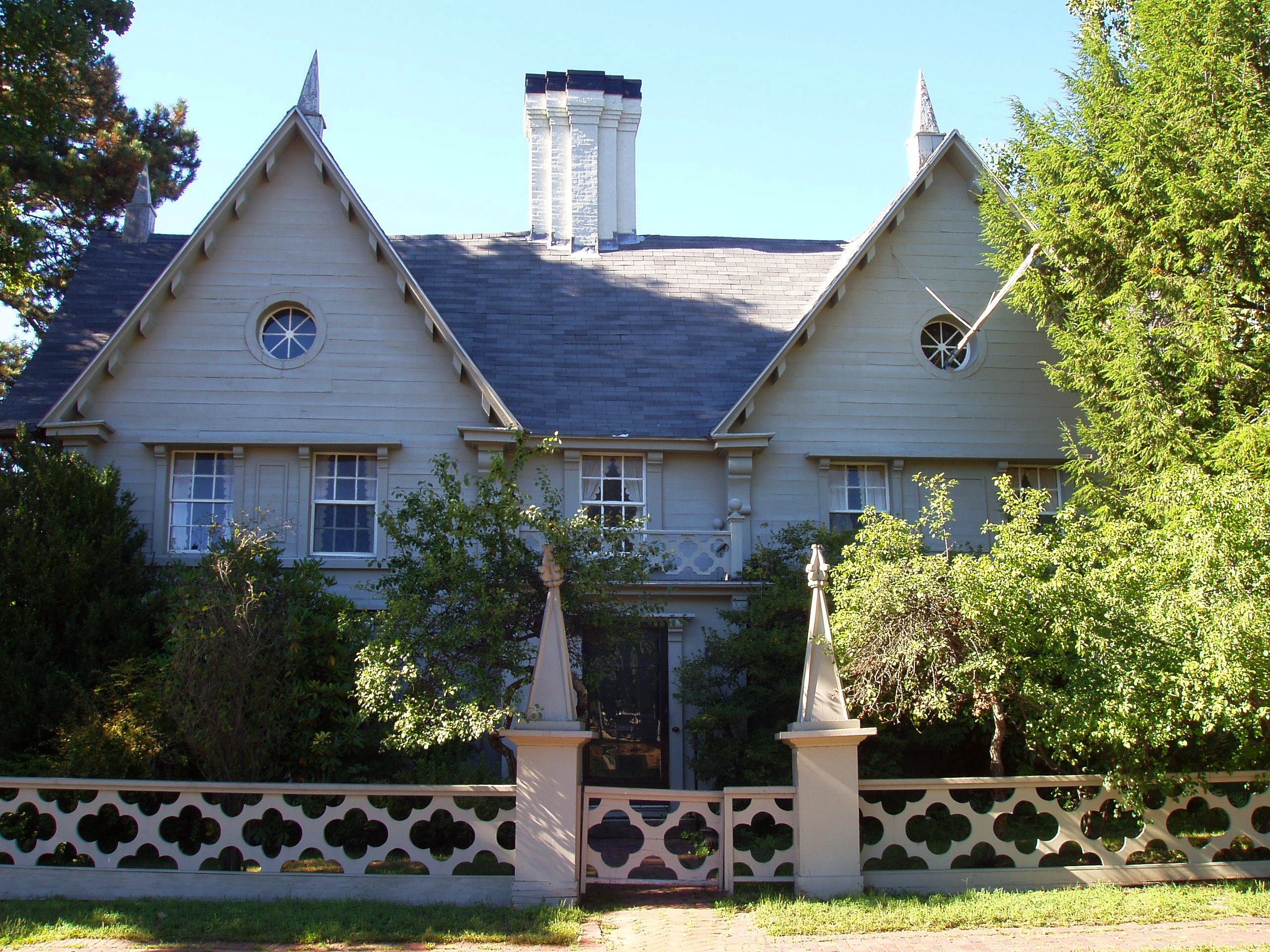
Maison Pickering, au 18, rue Broad
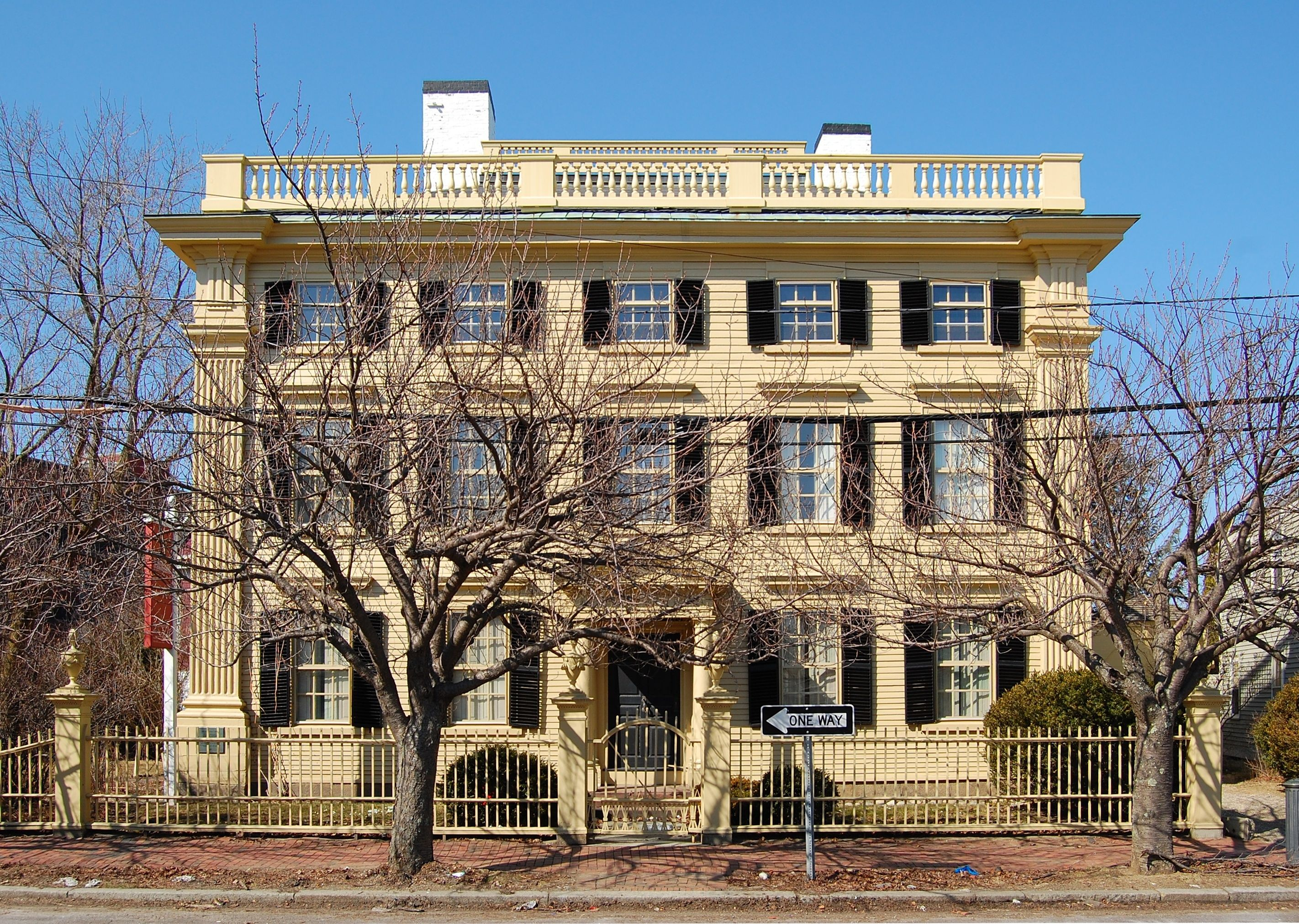
Maison Peirce Nichols
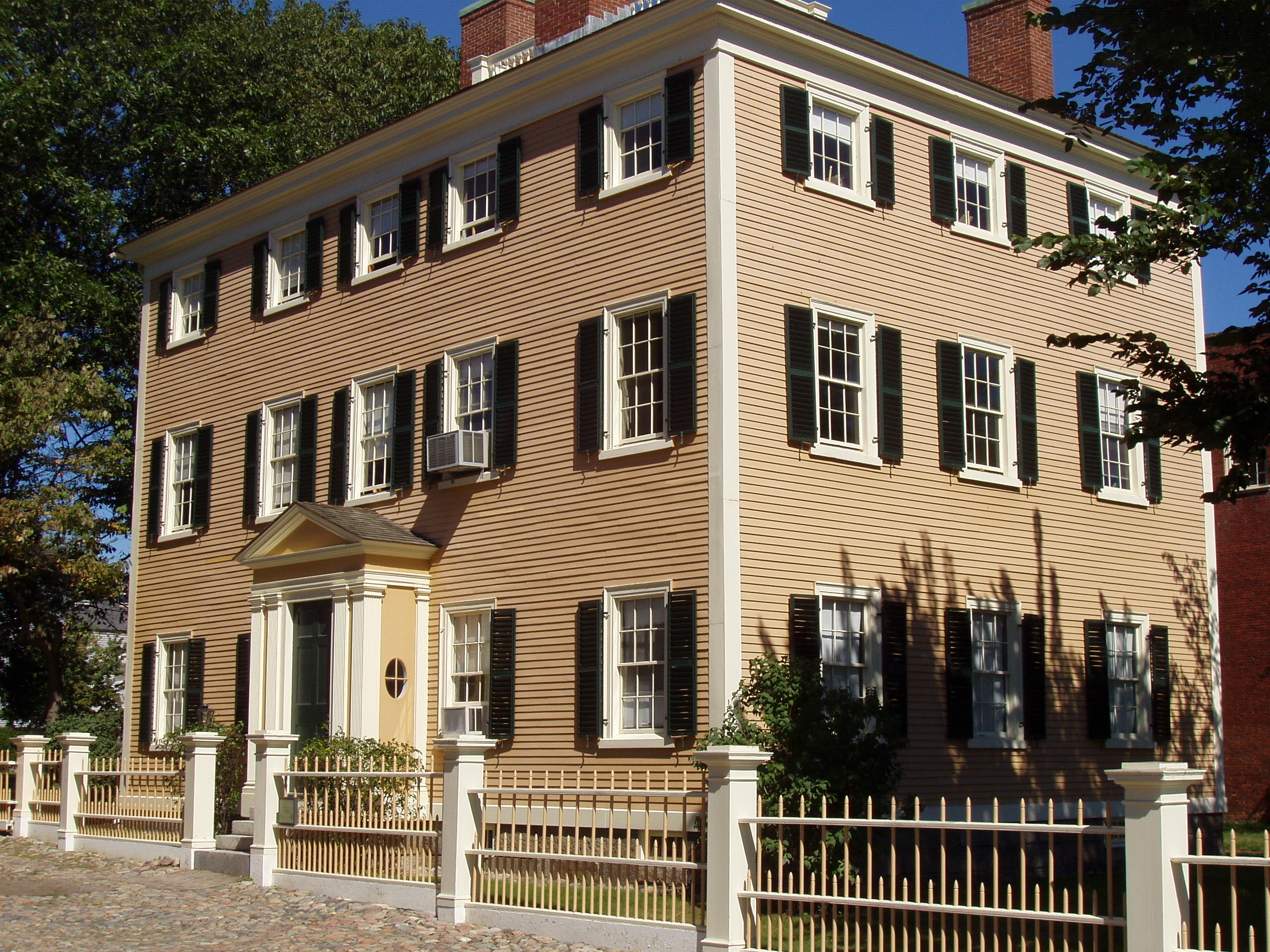
Maison Hawkes, quai Derby
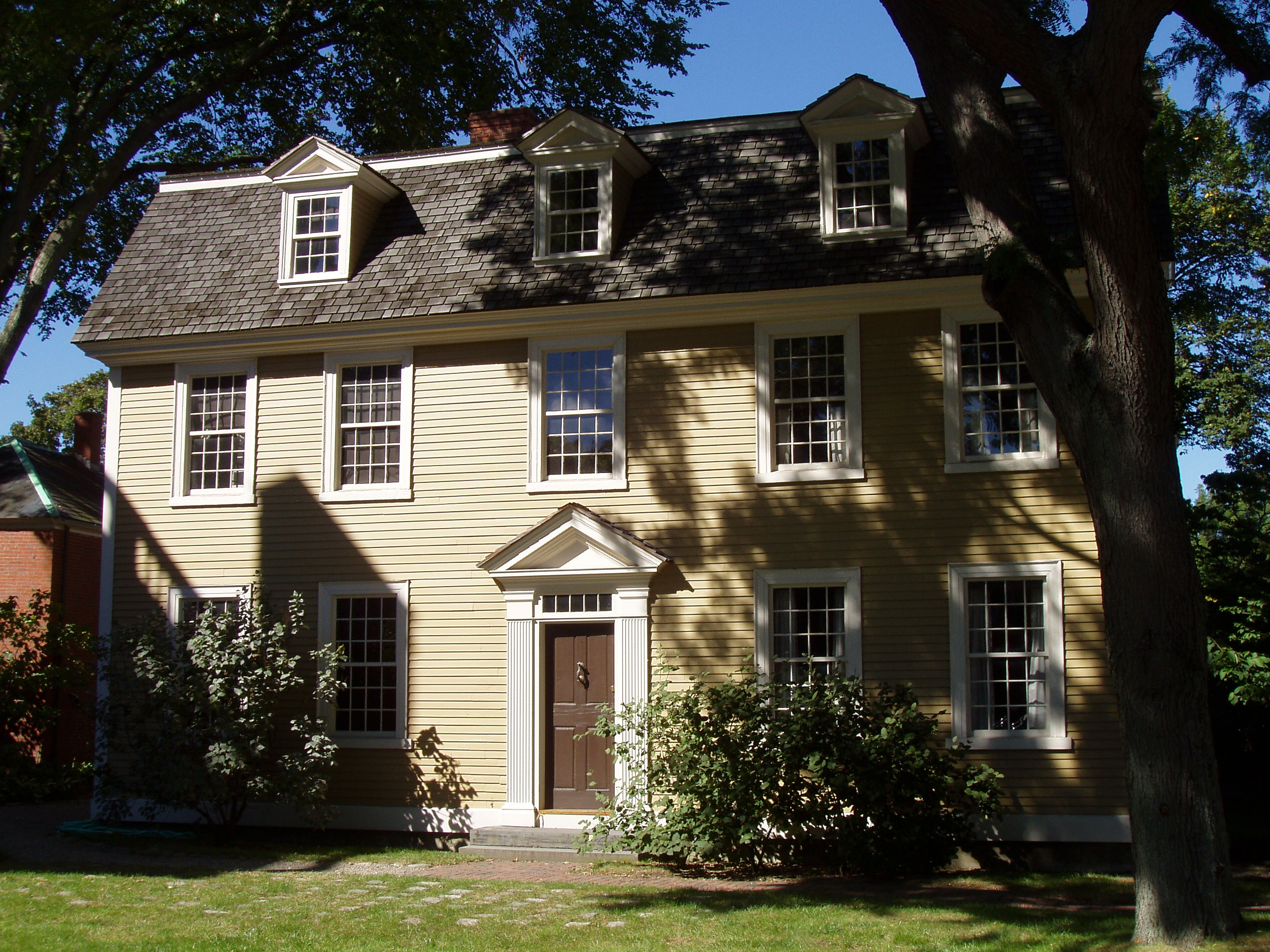
Maison Crowninshield-Bentley
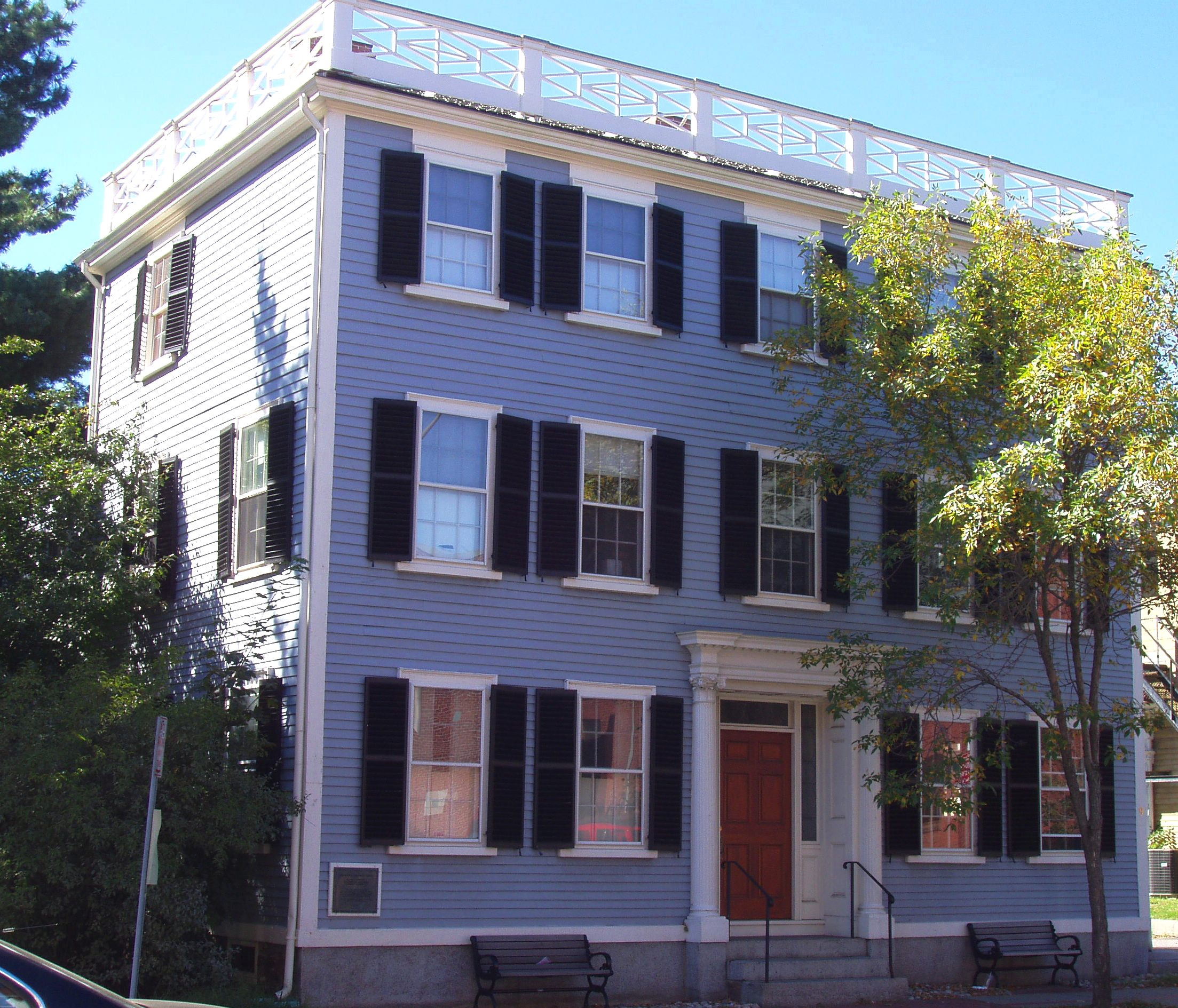
Maison de Nathaniel Bowditch
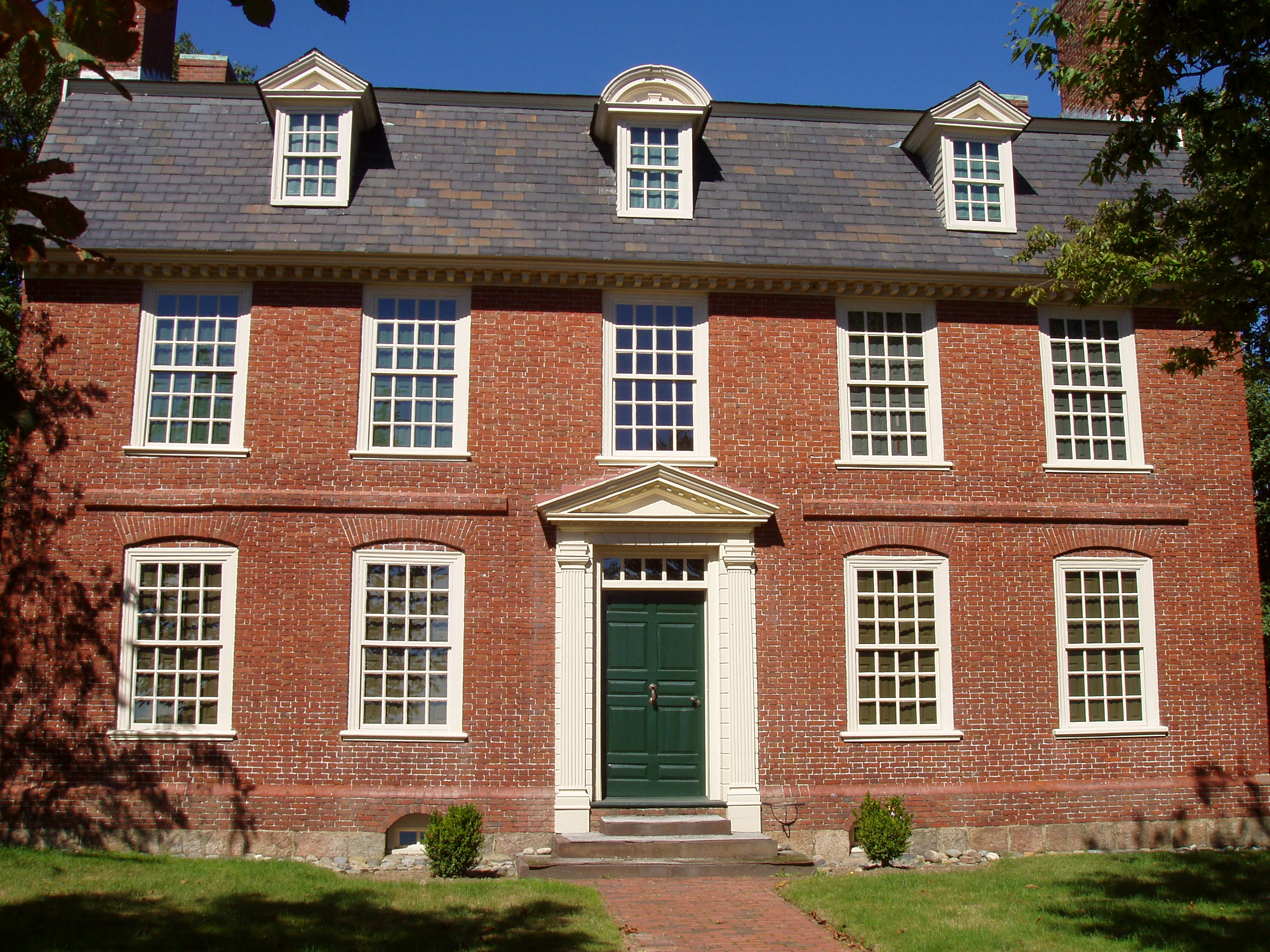
Maison Derby
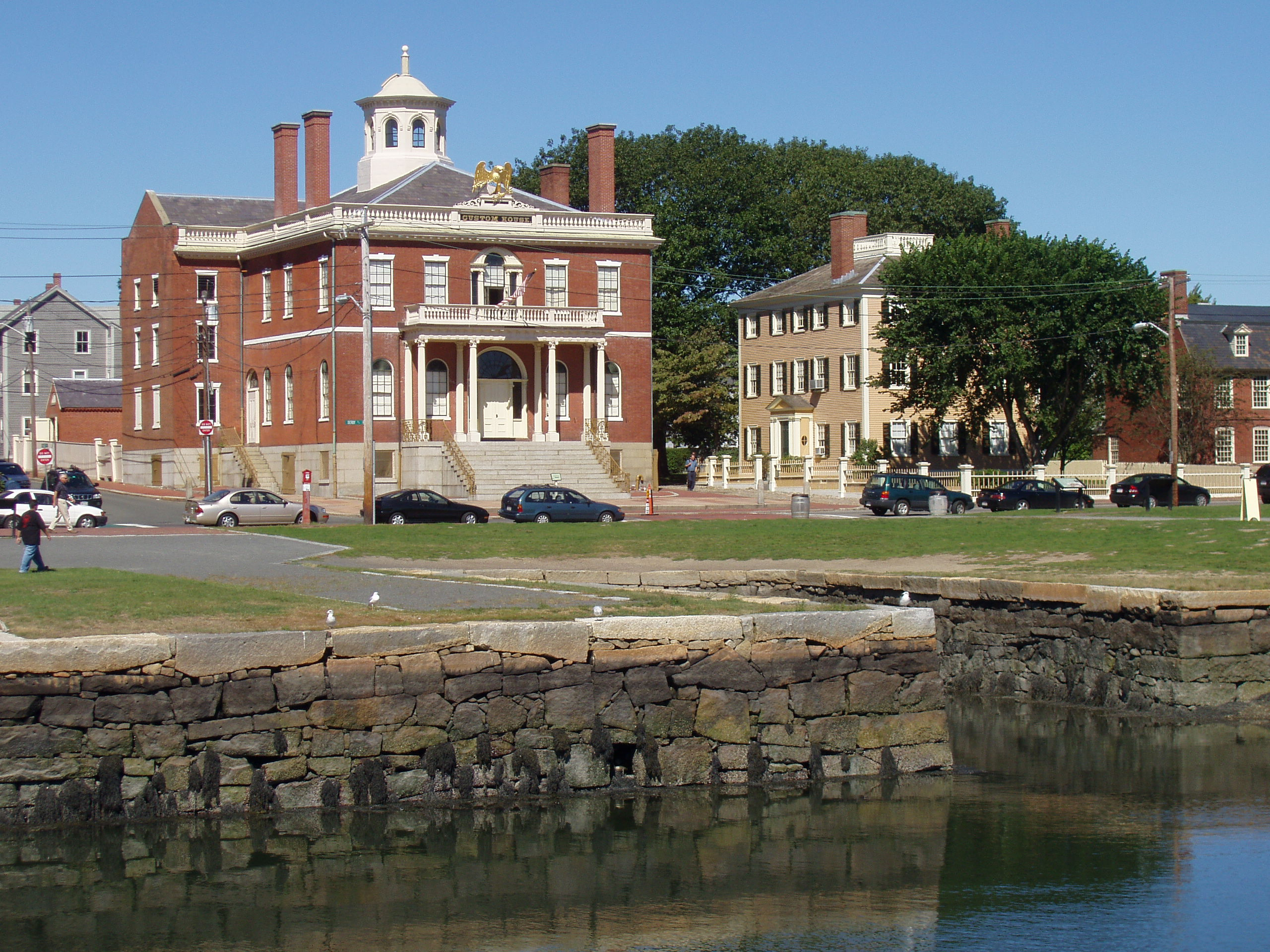
Maison des douanes
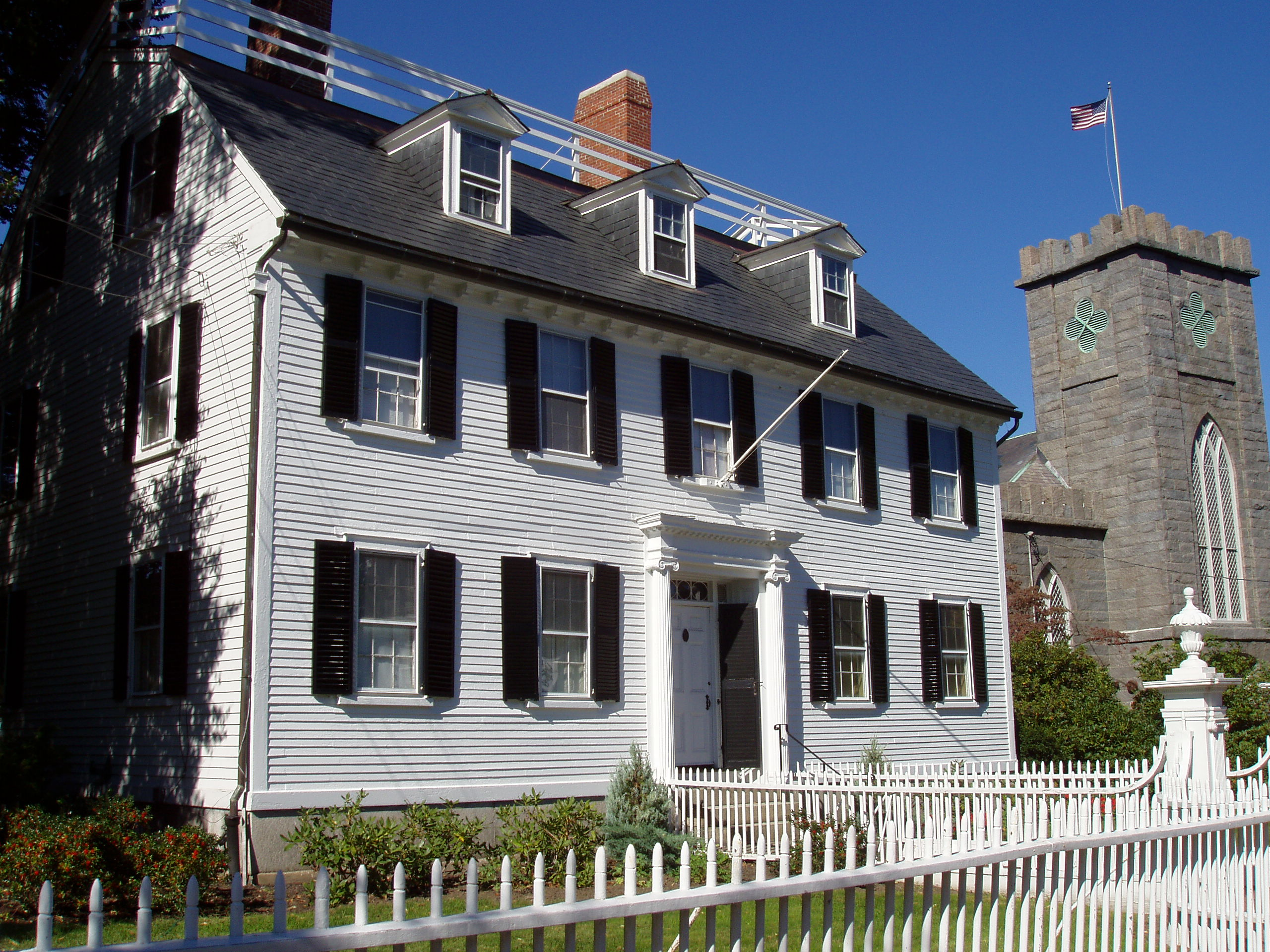
Maison Ropes
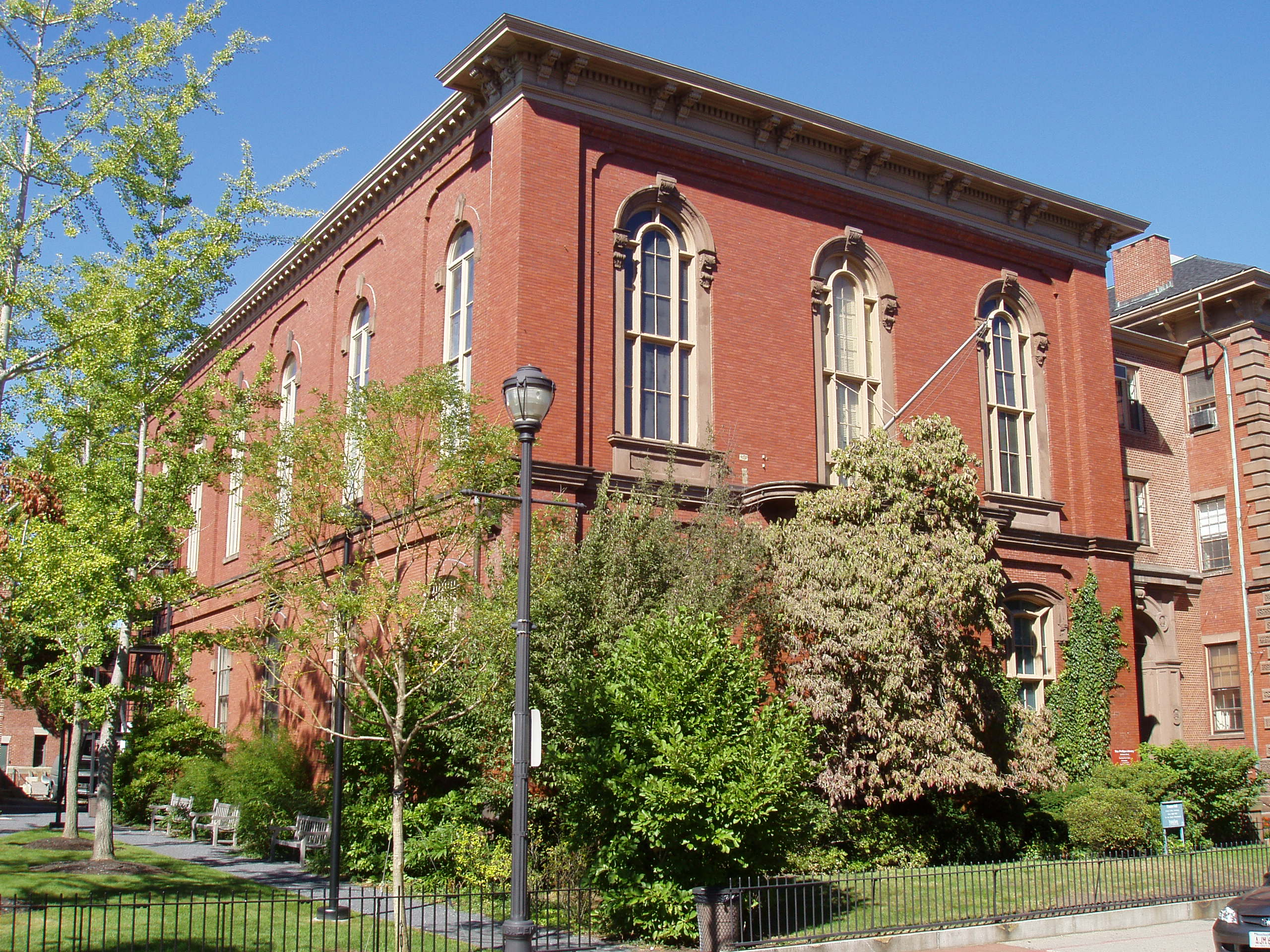
Plummer Hall
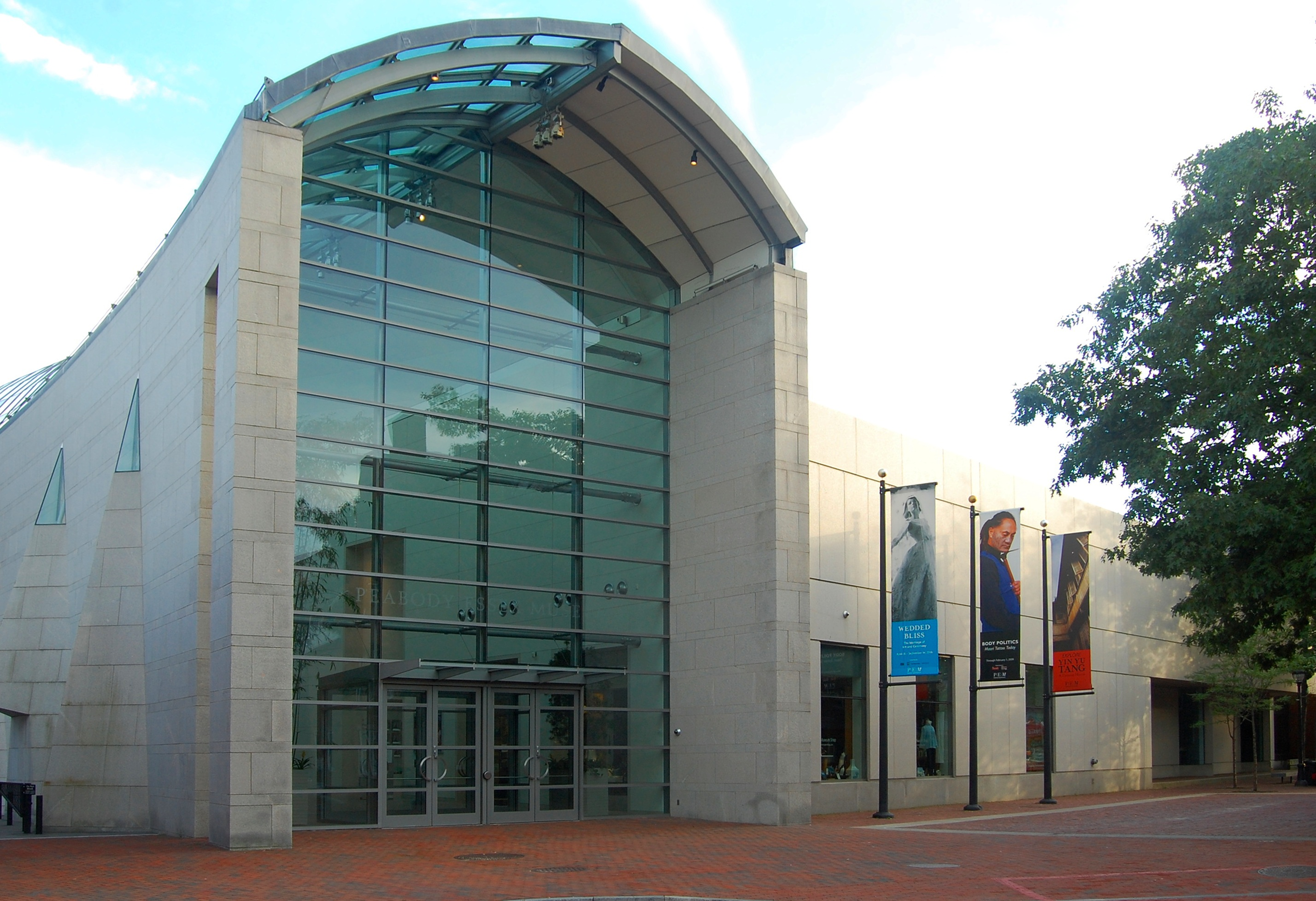
Le Peabody Essex Museum
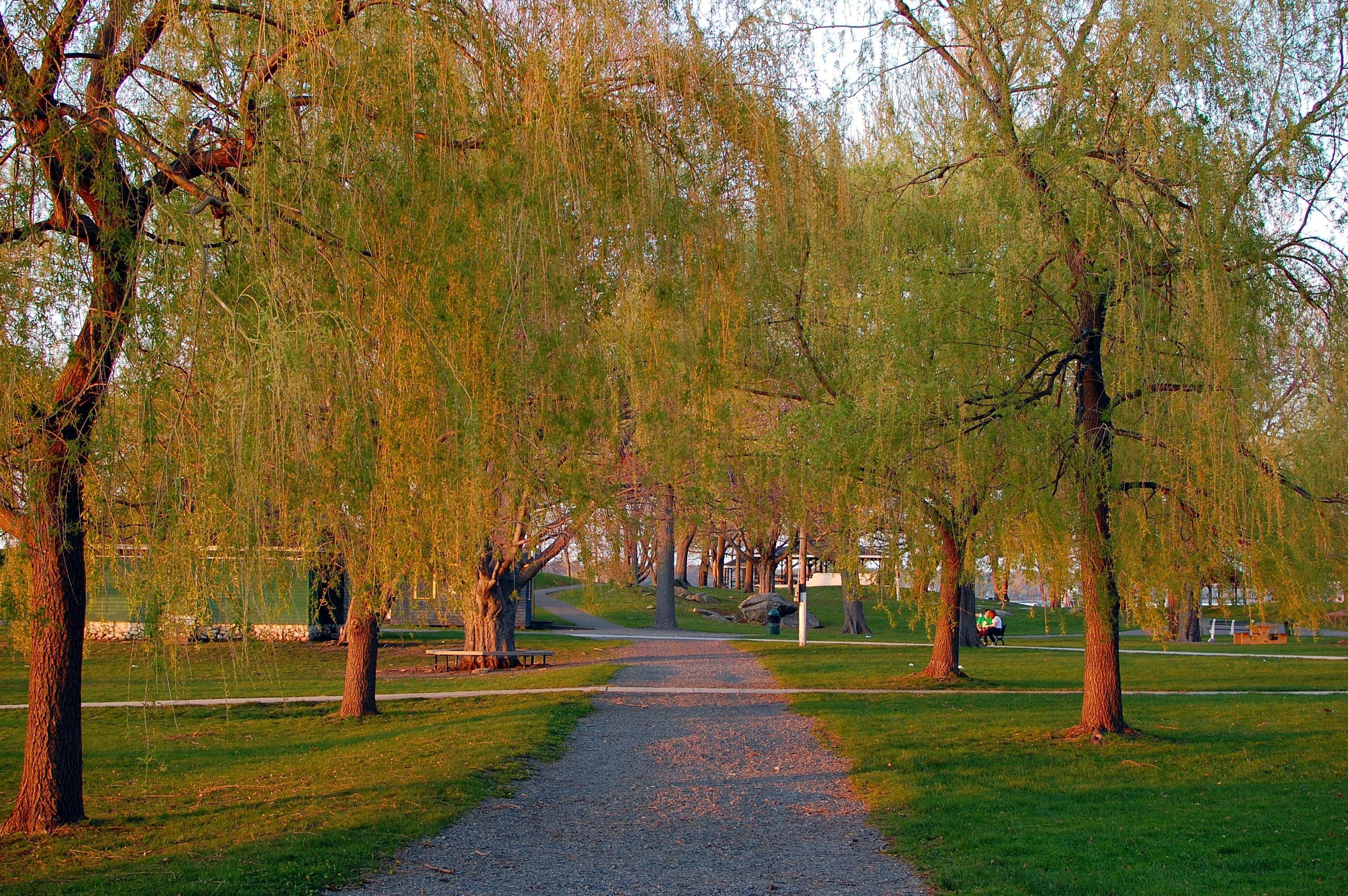
Le chemin des saules de Salem (Salem Willows Path)

## Bateaux et phares

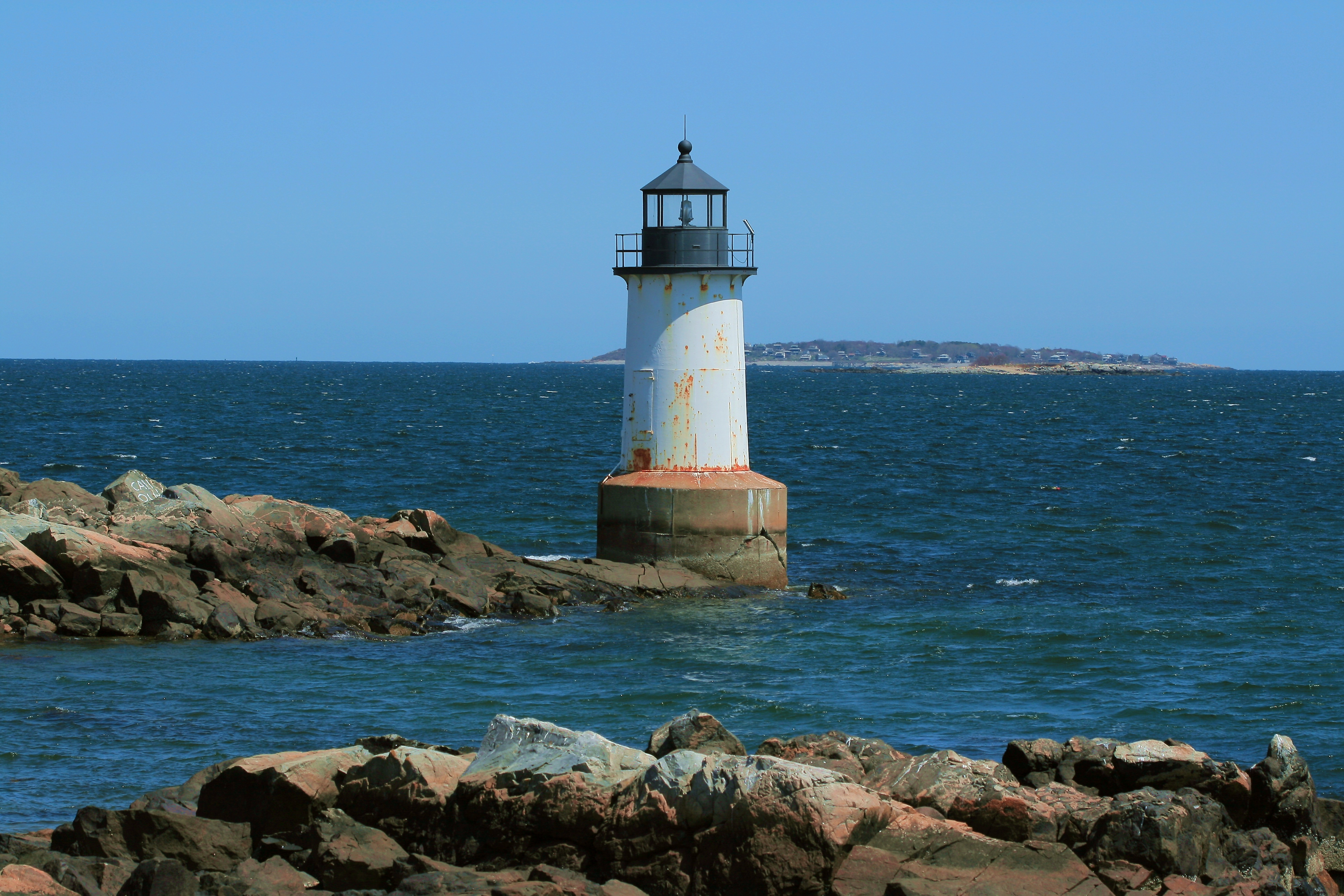
Phare de l'île Hiver
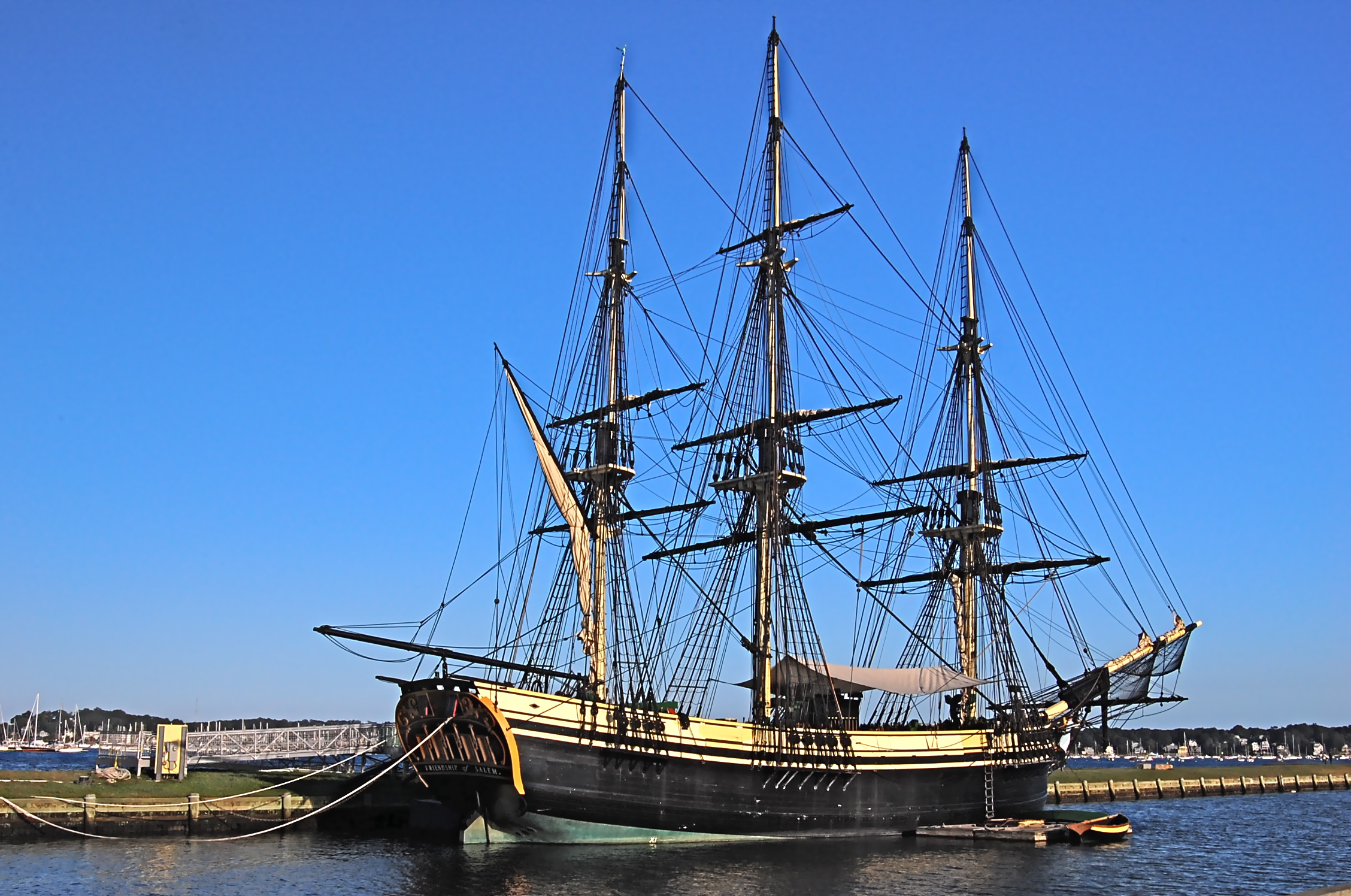
Réplique du Friendship of Salem, trois-mâts de 52 m de la Compagnie des Indes.
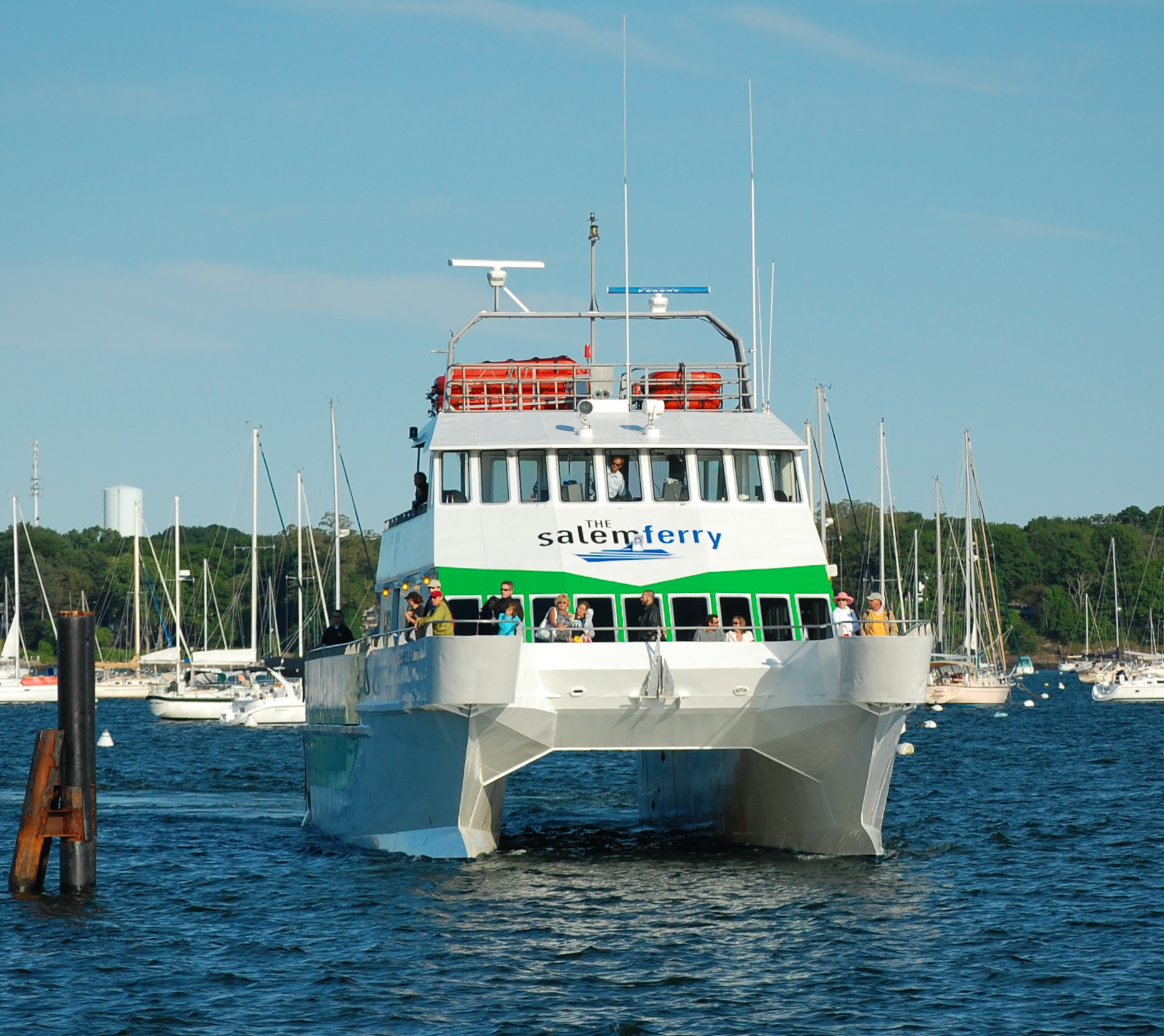
Salem Ferry - Catamaran à grande vitesse, de Boston à Salem en 45 minutes - juin à octobre
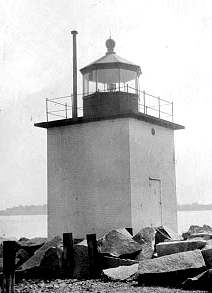
Phare de Derby Quai